# Bone Sickness

Bone sickness est un film Gore de Brian Paulin sorti en 2004.

## Synopsis
Alex souffre d'une maladie incurable qui le change en goule. Sa femme Kristen sollicite l'aide de Thomas, l'ami d'Alex, pour trouver un remède. 
Thomas travaille à la morgue et décide de prélever des membres sur les cadavres pour en faire une mixture pour ensuite la faire boire à Alex. La médication inhabituelle fonctionne parfaitement et Alex commence à récupérer. 
Mais les morts se sentent abusés et reviennent à la vie pour se venger.

## Fiche technique
- Écrit par : Brian Paulin
- Réalisateur : Brian Paulin
- Producteur : Brian Paulin, Rich George
- Société de production : Morbid Vision Film
- Mettant en vedette : Darya zabinski, Brian Paulin, Rich George, Kevin Barbare, Ruby Larocca, Ernest Hutcherson
- Budget : 3000 $
- Effets spéciaux : Brian Paulin